# Простомиды
Простомиды (лат. Prostomidae) — семейство разноядных жуков. Личинки живут в разлагающейся древесине.

## Систематика
Маленькое семейство, состоящее из трёх родов, один из которых вымерший:
- Dryocora Pascoe, 1868[3]
- Prostomis Latreille, 1825[3]
- †Vetuprostomis Engel & Grimaldi, 2008